# Étienne Barilier
Étienne Barilier (* 11. Oktober 1947 in Payerne) ist ein französischsprachiger Schweizer Schriftsteller und Übersetzer.

## Leben
Étienne Barilier studierte an der Universität Lausanne Literaturwissenschaft und promovierte über Albert Camus. Er hat nebst seinen zahlreichen eigenen Romanen und Essays Werke von deutschsprachigen Autoren wie beispielsweise Friedrich Dürrenmatt, Heinrich Heine, Ludwig Hohl, Adolf Muschg und Frank Wedekind, seltener auch von italienischsprachigen Autoren ins Französische übersetzt. Zu nennen wäre hier Tommaso Landolfi.
Barilier ist Mitglied der Schriftstellervereinigung Autorinnen und Autoren der Schweiz und lebt in Pully am Genfersee. Sein Archiv befindet sich seit 2005 im Schweizerischen Literaturarchiv in Bern.

## Auszeichnungen
- 1974 und 1981 Einzelwerkpreise der Schweizerischen Schillerstiftung
- 1978 Prix d’honneur Paris
- 1980 Prix Rambert für Prague
- 1995 Prix européen de l’essai Charles Veillon für Contre le nouvel obscurantisme
- 1997 Prix lémanique de la traduction
- 2002 Prix Michel Dentan für L'Enigme
- 2005 Werkauftrag der Stiftung Pro Helvetia

## Werke (auf Deutsch)
- Nachtgespräche (OT: Le Chien Tristan). Aus dem Franz. von Klara Obermüller. Benziger, Zürich 1979
- Die künstliche Geliebte (OT: La Créature). Aus dem Franz. von Ursula Dubois. Benziger, Zürich 1990
- Die Katze Musica (OT: Musique). Aus dem Franz. von Markus Hediger. Benziger, Zürich 1991
- Martina Hingis oder die Schönheit des Spiels. Aus dem Franz. von Horst Stasius. Reinhardt, Basel 1997
- Gegen den neuen Obskurantismus. Lob des Fortschritts. Aus dem Franz. von Ulrich Kunzmann. Suhrkamp, Frankfurt am Main 1999, ISBN 3-518-12099-9 (= edition suhrkamp 2099)
- Nach den Ideologien. Mit Zeichnungen von Martial Leiter. Vontobel-Stiftung, Zürich 2001
- China am Klavier (OT: Piano chinois). Aus dem Franz. von Gabriela Zehnder. Verlag die brotsuppe, Biel 2014, ISBN 978-3-905689-46-4